# Nibbiaia
Nibbiaia è una frazione del comune italiano di Rosignano Marittimo, nella provincia di Livorno, in Toscana.

## Geografia fisica
La frazione è situata sui rilievi delle Colline livornesi a un'altezza di 275 m s.l.m.. È attraversata dal segnavia 00 delle Colline livornesi e da molti sentieri di crinale che la rivelano un importante crocevia per il trekking locale. Nibbiaia si trova sulla strada panoramica che collega Chioma a Castelnuovo della Misericordia, sempre nel comune di Rosignano Marittimo. È facilmente raggiungibile sia dall'Aurelia, provenendo da Livorno, che da Rosignano, passando da Castelnuovo della Misericordia.
È posto a 4.5 km dal mare e a 10.5 km dal capoluogo di provincia. Si può dividere il centro abitato divisa in quattro parti: la zona sud chiamata località "Sasso Grosso", il centro, la zona nord chiamata "Nibbiaia alta" e la zona residenziale chiamata località "Legni Torti".

## Storia
Nibbiaia nasce come un piccolo nucleo di fattorie nel comune medievale di Gabbro. Passato prima a Pisa, poi a Firenze, ed infine al capitanato di Rosignano Marittimo, entra a far parte del Capitanato nuovo di Livorno, istituito nel Seicento
Il nome del paese evidentemente deriva da "nibbio" e sembra infatti che il paese fosse simboleggiato da un albero, intorno al quale roteavano i noti uccelli di rapina con quel nome. Nibbiaia non ha tradizioni di antichità. La sua chiesa, dedicata a San Giuseppe, venne eretta nella seconda metà del secolo XIX.
Il caseggiato è pure relativamente recente ed i terreni intorno erano e sono tuttora in gran parte livellari della Pia Casa di Misericordia di Pisa.
Il paesello porta le denominazioni di «Nibbiaia alta», di «Solitone», che è il centro, e di «Sasso grosso» ed era abitato da pastori.
La strada che da Castelnuovo conduce a Nibbiaia fu accampionata nel 1795. Posteriormente fu costruita quella detta del «Vajolo», che congiunge Nibbiaia con la SS1 Aurelia.
Nel 1822 gli abitanti fecero domanda al Comune di Rosignano di una pubblica fonte, domanda che il Comune accolse e la esecuzione della fonte fu deliberata il 18 settembre 1823.
Nel 1827 il Comune provvide ad una prima restaurazione della fonte che nel corso di un secolo, subì varie modificazioni e vicende.
Nel 1843 fu istituita la condotta medico-chirurgica per Castelnuovo e Nibbiaia, e nel 1840 fu istituito a Nibbiaia un posto di maestro di scuola elementare.
La famiglia Menicanti di Livorno, che possiede molti beni a Nibbiaia, vi costruì a proprie spese nel 1907 un vasto fabbricato ad uso di scuole, in memoria di un giovane suo figlio scomparso anzitempo, e dal quale le scuole presero il nome: «Ottorino Menicanti».
Nei dintorni di Nibbiaia vi sono diverse sorgenti di acque minerali come quella di «Occhibolleri» della «Padula» e del «Debbione; acque che hanno proprietà terapeutiche e purgative.
In un arco di tempo molto lungo, certamente più di centocinquanta anni, le diverse località nate isolate tra loro hanno formato, con il successivo disporsi dei nuovi edifici lungo le direttrici viarie principali, l'odierno aspetto del paese di Nibbiaia.